# Nathan Barr
Nathan Barr, a volte accreditato come Nate Barr (New York, 9 febbraio 1973), è un compositore e musicista statunitense.

## Biografia
Barr ha iniziato a studiare musica all'età di quattro anni a Tokyo, in Giappone. Crebbe sotto l'influenza di diversi ed eclettici stili musicali, dalle musiche del teatro Kabuki alle esecuzioni dei genitori, entrambi musicisti, la madre suona il koto e il pianoforte, mentre il padre suona banjo, chitarra e shakuhachi. La sua passione per la musica è stata ulteriormente influenzata dai numerosi viaggi attorno al mondo, dove ha avuto modo di assaporare diversi culture musicale come quella cinese e balinese.
Effettua gli studi al Skidmore College e nell'estate del 1993, intraprende un tour con la Juilliard Cello Ensemble in Italia e Svizzera.
Nel 1996 si stabilisce a Los Angeles dove inizia la sua attività nel mondo del cinema, in breve tempo diviene assistente del noto compositore hollywoodiano Hans Zimmer, con il quale collabora alla musiche di Qualcosa è cambiato e Il principe d'Egitto. Nel 1998 compone interamente le musiche per il lungometraggio Hairshirt. Nel corso degli anni compone le musiche per numerosi film, che spaziano per diversi generi, dalla commedia al thriller, concentrandosi principalmente sul genere horror. Tra i film da lui musica vi sono Dal tramonto all'alba 3, Hazzard, Ombre dal passato e film diretti da Eli Roth Hostel e Hostel: Part II.
Nel 2008 l'incontro con Alan Ball, lo mette di fronte ad un ambizioso progetto solista, comporre le musiche per ogni episodio di True Blood, serie televisiva vampiresca creata da Alan Ball per la HBO. Per il suo lavoro in True Blood ha vinto un Broadcast Music Incorporated per la miglior colonna sonora originale ed è stato confermato anche per le successive stagioni della serie.
Barr è noto, oltre come autore, per suonare ogni strumento udibile nelle sue composizioni. I suoi lavori spaziano attraverso diversi stili e generi, come musica da orchestra e rock, inoltre Barr è conosciuto per collezionare ed utilizzare nelle sue composizioni rari ed insoliti strumenti provenienti da tutto il mondo, come una tromba di osso umano proveniente dal Tibet, una rara armonica a bocca di vetro e un violoncello di zucca.

## Filmografia
- Qualcosa è cambiato (As Good as It Gets) (1997) (assistente di Hans Zimmer)
- Il principe d'Egitto (The Prince of Egypt) (1998) (assistente di Hans Zimmer)
- Too Smooth (Hairshirt) (1998)
- Traveling Companion (1998)
- Protect-O-Man (1999)
- Beyond the Mat (1999)
- Crazy Connected Thing (1999)
- The Virginian (2000)
- Dal tramonto all'alba 3 - La figlia del boia (From Dusk Till Dawn 3: The Hangman's Daughter) (2000)
- Red Dirt (2000)
- Double Down (2000)
- Going Greek (2001)
- Big Time (2001)
- Kate Brasher – serie TV (2001)
- Venus and Mars (2001)
- Cabin Fever (2002)
- Briar Patch (2003)
- Vacanze di sangue (Club Dread) (2004)
- Mojave (2004)
- My Name Is... (2005)
- 2001 Maniacs (2005)
- Hazzard (The Dukes of Hazzard) (2005)
- Hostel (2005)
- Grindhouse (segmento Thanksgiving) (2007)
- La setta delle tenebre (Rise) (2007)
- I Love Movies (Watching the Detectives) (2007)
- Hostel: Part II (2007)
- Ombre dal passato (Shutter) (2008)
- Lost Boys: The Tribe (2008)
- Tortured (2008)
- True Blood – serie TV (2008-2014)
- Open House, regia di Andrew Paquin (2010)
- L'ultimo esorcismo (The Last Exorcism) (2010)
- Punto d'impatto (The Ledge) (2011)
- Big Wedding (The Big Wedding) (2012)
- Hemlock Grove – serie TV (2013)
- The Americans – serie TV (2013-2018)
- The Son - Il figlio (The Son) – serie TV (2017-2019)
- Flatliners - Linea mortale (Flatliners), regia di Niels Arden Oplev (2017)
- Il mistero della casa del tempo (The House with a Clock in Its Walls), regia di Eli Roth (2018)
- Carnival Row – serie TV, 18 episodi (2019-2023)
- The Hunt, regia di Craig Zobel (2020)
- Zio Frank (Uncle Frank), regia di Alan Ball (2020)
- The Great – serie TV, 30 episodi (2020-2023)
- A Very British Scandal, regia di Anne Sewitsky – miniserie TV, 3 puntate (2021)
- Gli occhi del diavolo (Prey for the Devil), regia di Daniel Stamm (2022)
- The Patient, regia di Chris Long e Kevin Bray – miniserie TV, 3 puntate (2022)
- The Diplomat – serie TV, 8 episodi (2023)

## Discografia
- 2009 – True Blood